# Belly River
Belly River är ett vattendrag i Kanada.   Det ligger i provinsen Alberta, i den södra delen av landet, 2 800 km väster om huvudstaden Ottawa.
Trakten runt Belly River består till största delen av jordbruksmark. Runt Belly River är det ganska tätbefolkat, med 111 invånare per kvadratkilometer.